# 耶律元佐
耶律元佐（998年—1083年1月15日），字燕隐，辽朝官员。
出自玉田韩氏，被赐姓耶律。高祖父韩知古、曾祖父韩匡嗣、祖父韩德威、父亲耶律遂正。耶律元佐是耶律遂正的长子，其弟耶律宗福、耶律元亨。耶律元佐官至保义推忠功臣、保大军节度、鄜坊等州观察处置等使、开府仪同三司、检校太师、兼侍中、使持节鄜州刺史、上柱国、漆水郡开国公、食邑九千户、食实封玖佰户，致仕。大康八年十二月二十五日（1083年1月15日）在广平去世，时年八十六岁，大康九年（1083年）三月二十五日，葬于上京西北屈烈山。妻子陈国夫人萧氏，大丞相、枢密使、晋国公萧孝睦的第二女，五十一岁去世，后娶韩国夫人萧氏，北府宰相萧善宁之女，其子耶律度剌（契丹小字），字药师奴（汉儿小字）。